# Кейро (Небраска)
Кейро (англ. Cairo) — селище (англ. village) в США, в окрузі Голл штату Небраска. Населення — 822 особи (2020).

## Географія
Кейро розташоване за координатами 41°0′20″ пн. ш. 98°36′8″ зх. д. / 41.00556° пн. ш. 98.60222° зх. д. (41.005454, -98.602304).  За даними Бюро перепису населення США в 2010 році селище мало площу 1,98 км², уся площа — суходіл. В 2017 році площа становила 2,47 км², уся площа — суходіл.

## Демографія
Згідно з переписом 2010 року, у селищі мешкало 785 осіб у 308 домогосподарствах у складі 225 родин. Густота населення становила 395 осіб/км².  Було 337 помешкань (170/км²).
Расовий склад населення:
| - 96,8 % — білих - 0,4 % — чорних або афроамериканців - 0,3 % — корінних американців - 1,5 % — осіб інших рас |

До двох чи більше рас належало 1,0 %. Частка іспаномовних становила 2,4 % від усіх жителів.
За віковим діапазоном населення розподілялося таким чином: 27,8 % — особи молодші 18 років, 57,7 % — особи у віці 18—64 років, 14,5 % — особи у віці 65 років та старші. Медіана віку мешканця становила 36,9 року. На 100 осіб жіночої статі у селищі припадало 99,2 чоловіків;  на 100 жінок у віці від 18 років та старших — 98,3 чоловіків також старших 18 років.
Середній дохід на одне домашнє господарство  становив 67 222 долари США (медіана — 57 115), а середній дохід на одну сім'ю — 73 139 доларів (медіана — 68 523). Медіана доходів становила 42 692 долари для чоловіків та 30 395 доларів для жінок. За межею бідності перебувало 6,6 % осіб, у тому числі 8,6 % дітей у віці до 18 років та 13,1 % осіб у віці 65 років та старших.
Цивільне працевлаштоване населення становило 428 осіб. Основні галузі зайнятості: освіта, охорона здоров'я та соціальна допомога — 36,4 %, виробництво — 14,3 %, роздрібна торгівля — 14,0 %.